# Umberto Bonadè
Umberto Bonadè (Piacenza, 2 gennaio 1909 – Piacenza, 2 novembre 1992) è stato un canottiere italiano, medaglia di bronzo nella gara di quattro senza nel Canottaggio ai Giochi olimpici di Amsterdam 1928.

## Palmarès
| Anno | Manifestazione  | Sede      | Evento        | Risultato |
| ---- | --------------- | --------- | ------------- | --------- |
| 1928 | Giochi olimpici | Amsterdam | Quattro senza | Bronzo    |